# Вишняки (Фастівський район)
Вишняки́ — село в Україні, у Фастівському районі Київської області. Населення становить 241 осіб. Має  вулиці — Тітова, Гагаріна.,Пісщана, Лісова.     На території прилеглій до села розташований цвинтар, який використовується жителями с. Мотовилівка (Дубинка), за 1,5 км залізниця з.п. Вишняки (відкрита 1964), з переїздом,. В селі діє ФАП, працює продуктова крамниця, з 1868 лісова сторожа..Під час виборів працює ДВК.

Уперше письмово згадується 1651 на шляху від Мотовилівки до Дорогинки. Будинок лісничого на місці, де згодом виникло с. Вишняки, позначено на карті Шуберта 1877 року. 1897 року, під час Першого всеросійського перепису населення на хуторі Вишняки Ксаверівської волості у семи дворах мешкало 26 чоловіків і 20 жінок.  Назва села походить від дикого  вишняка, що зростав на роздоріжжі шляху від Мотовилівки (Дубинка, Слобідка) до Офірни, Кощіївки, Дорогинки, Тарасенків, Страшуків. Хутір входив до Ксаверівської волості, Мотовилівськослобідської сільради, Червономотовилівської сільради. Фастівської ОТГ. З 1925 року після відкриття станції Сорочий брід кількість жителів почала збільшуватися. Під. час ІІ світової біля х.Вишняки в урочищі" глибокі лози" діяв загін  ім. Кармалюка  ком.член (ОУН) В.Кравченко "Довгий",(серпень 1942- березень 1943), а з квітня- червень 1943 командир А.Грисюк (герой радянського союзу 1940.). З 2020 року село входить  до Мотовилівського старостинського округу Фастівської ОТГ.

## Відомі люди
- Гринів Володимир Васильович (1964) — український філософ, письменник та художник.
- Ярослав Вишняк - українській футболіст виступав у Вищій лізі та УПЛ Тренер, очолює  ФК Колос Ковалівка
- Микола Ольшаний лікар, тарапевт, очолювавФАП с. Вишняки